# Asociación Internacional Wagner

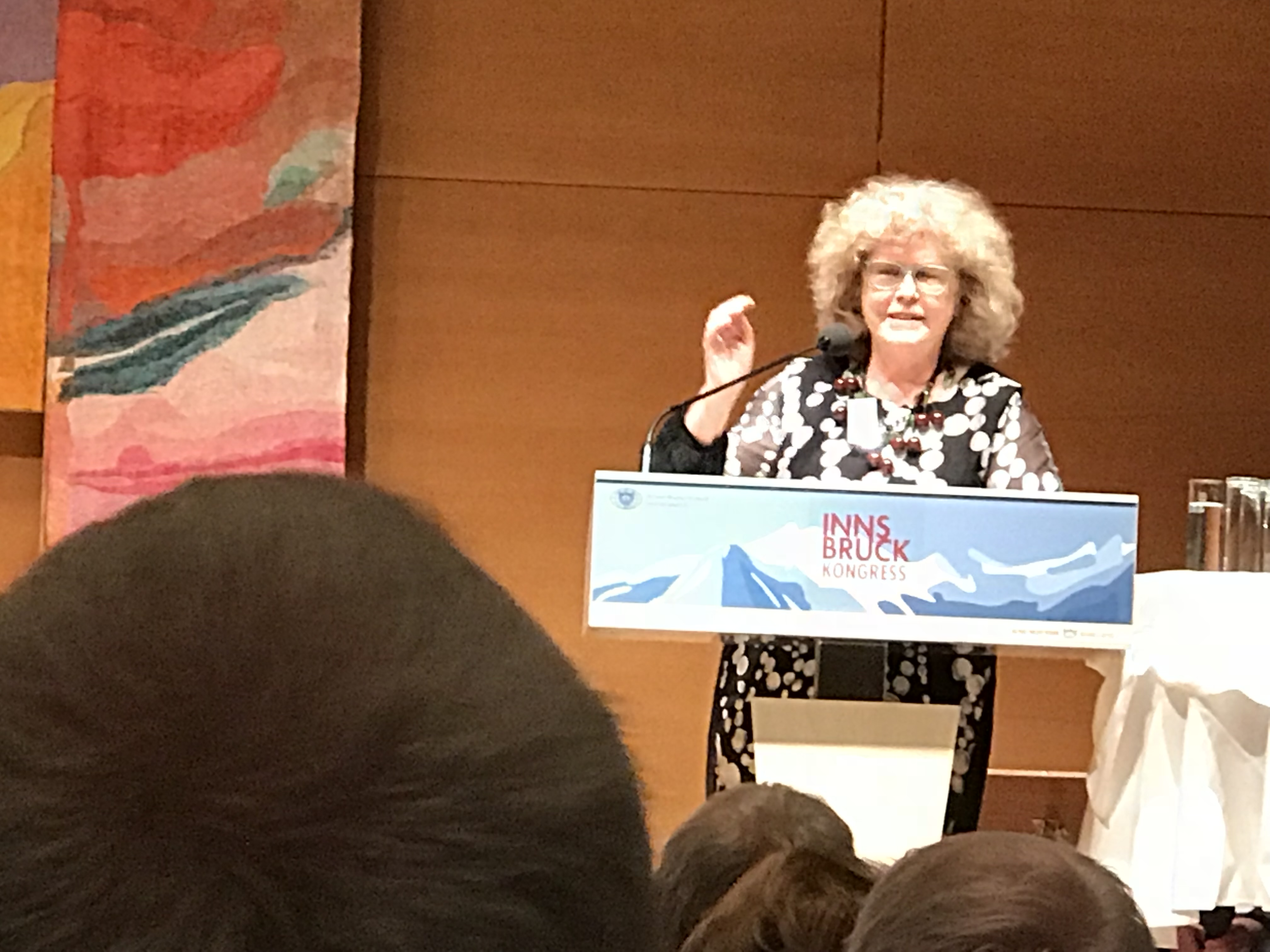
Eva Wagner-Pasquier en el Congreso RWVI (Sociedad Wagner) de 2018 celebrado en Innsbruck

La Asociación Internacional Wagner, también conocida como Sociedad Wagner, es una asociación de grupos de todo el mundo que promueve el interés y la investigación de las obras del compositor alemán Richard Wagner, recauda fondos para otorgar becas a jóvenes estudiantes de música, cantantes e instrumentistas, y apoya el Festival de Bayreuth, que tiene lugar cada año. También patrocina simposios, apoya concursos de canto para voces wagnerianas y premios para la dirección de escena y escenografía de las óperas de Wagner. La asociación se constituye como una organización sin ánimo de lucro.

## Historia
La primera asociación Richard Wagner se puso en marcha en Mannheim (Alemania) en 1871, un año después del estreno de la ópera del compositor alemán La valquiria en Múnich. La primera asociación, idea del viejo amigo de Wagner, el editor musical Emil Heckel, consistía en un lugar simple concebido con carácter local para celebrar la música de Wagner. A raíz de las dificultades de Wagner para asegurar el interés en la suscripción pública para su futuro Festival de Bayreuth, Heckel sugirió al compositor que patrocinara asociaciones adicionales para ayudar a asegurar el sustento. Wagner acogió la idea con entusiasmo y, hacia 1872, las asociaciones ya se habían establecido en Viena, Berlín, Leipzig y Londres (esta última fundada por Edward Dannreuther).
El sueño de Wagner, tal como se describe en una carta escrita en 1882, era que en un principio su Festival de Bayreuth fuera de asistencia gratuita, aunque esto no fue posible debido a los altísimos costes para organizarlo y producirlo. Sin embargo, siguiendo los deseos de Wagner, las asociaciones reorientaron sus esfuerzos y comenzaron a hacer posible que los prometedores músicos talentosos pudieran asistir. El interés del público en respaldar suscripciones para fundar becas fue inicialmente tibio, pero a partir de 1919 hacia adelante, el número de asociaciones aumentó constantemente.
Hay más de 26.000 miembros en 150 asociaciones reapartidas por todo el mundo que pertenecen a la Asociación Internacional de Asociaciones Wagner. El número de grupos, bajo los auspicios de la organización, se ha ampliado considerablemente en la segunda mitad del siglo XX. Existen asociaciones españolas como las de Alicante, Madrid, Barcelona, Barcelona,Canarias,, así como en todo el mundo: Toronto, Nueva York, Reino Unido, Nueva Zelanda, norte de California, Israel, entre otros lugares.